# Peter Weyer
Peter Weyer (* 30. September 1879 in Düben; † 4. Juni 1947 in Frankfurt (Oder)) war ein deutscher General der Artillerie der Wehrmacht im Zweiten Weltkrieg.

## Leben
Peter Weyer trat im März 1898 als Fähnrich in die Preußische Armee ein und wurde Ende 1899 Leutnant bei Fußartillerie-Regiment „General-Feldzeugmeister“ (Brandenburgisches) Nr. 3. Er diente als Offizier im Ersten Weltkrieg und erhielt neben beiden Klassen des Eisernen Kreuzes das Ritterkreuz des Königlichen Hausordens von Hohenzollern mit Schwertern. Nach Ende des Krieges wurde er in die Reichswehr übernommen und wirkte dort als Kommandeur in verschiedenen Einheiten. Anfang November 1927 wurde er zum Oberstleutnant befördert.
Im Oktober 1930 wechselte er, im März 1930 zum Oberst befördert, in den Stab des Truppenübungsplatzes Jüterbog. Ende März 1933 wurde er im Rang eines Generalmajors verabschiedet, arbeitete fortan als Ausbildungsleiter für die Artillerie und wurde 1936 wieder aktiviert. In der Wehrmacht führte er von Oktober 1936 bis Juni 1940 als Kommandeur die 14. Infanterie-Division mit Einsatz beim Überfall auf Polen und im Westfeldzug. Anschließend wurde Weyer kurzzeitig Kommandierender General des XXVIII. Armeekorps, welches er im Oktober 1940 bereits an Mauritz von Wiktorin abgab. Er wurde Befehlshaber vom Wehrkreis X mit Sitz in Hamburg und war von Mai 1941 Befehlshaber für den Wehrkreis I mit Sitz in Königsberg. Ende Januar 1943 wurde er in die Führerreserve versetzt und am 31. März 1943 unter Verleihung des Deutschen Kreuzes in Silber aus dem aktiven Dienst verabschiedet.
1947 starb er in sowjetischer Gefangenschaft.